# Ellis Ferreira
Ellis Russell Ferreira (19 de febrero de 1970) es un extenista sudafricano que se destacó en los años 1990 en la modalidad de dobles, donde logró ganar el Abierto de Australia.

## Carrera
Empezó a jugar al tenis a los 5 años en la ciudad de Durban. En sus comienzos jugó para la Universidad de Alabama donde destacó rápidamente en dobles. 
En 1994 alcanzó su primera final de dobles de un torneo ATP en Sun City. En 1995 logró su primer título profesional (junto a Jan Siemerink) al derrotar en el torneo de Viena a "los Woodies" (Woodbridge/Woodforde). En 1996 se alzó con el Masters de Montecarlo también junto a Siemerink, y representó a su país en Copa Davis y en los Juegos Olímpicos de Atlanta (junto a Wayne Ferreira).
En 1998 se clasificó para el Masters de dobles junto al estadounidense Rick Leach y finalizó el año como el n.º 10 en el ranking de dobles. Su mejor año fue el 2000, cuando se alzó con el Abierto de Australia y alcanzó la final del US Open (ambos junto a Leach). La final del abierto australiano fue un maratoniano partido que se definió 18-16 en el quinto set. Terminó el año como N.º 5 del mundo en dobles. Su último año como profesional fue el 2001.
En el 2005 ganó el torneo de dobles de Wimbledon para mayores de 35 años junto a Paul Haarhuis.

## Torneos de Grand Slam

### Campeón Dobles (1)
| Año  | Torneo               | Pareja     | Oponentes en la final        | Resultado             |
| 2000 | Abierto de Australia | Rick Leach | Wayne Black Andrew Kratzmann | 6-4 3-6 6-3 3-6 18-16 |

### Finalista Dobles (1)
| Año  | Torneo  | Pareja     | Oponentes en la final     | Resultado   |
| 2000 | US Open | Rick Leach | Lleyton Hewitt Max Mirnyi | 4-6 7-5 6-7 |

### Campeón Dobles Mixto (1)
| Año  | Torneo               | Pareja         | Oponentes en la final       | Resultado |
| 2001 | Abierto de Australia | Corina Morariu | Barbara Schett Joshua Eagle | 6-1 6-3   |

## Títulos (18; 0+18)

### Dobles (18)
| Leyenda                |
| Grand Slam (1)         |
| Tennis Masters Cup (1) |
| ATP Masters Series (4) |
| ATP Tour (12)          |

| N.º | Fecha | Torneo                          | Superficie    | Pareja            | Oponentes en la final                     | Resultado                 |
| --- | ----- | ------------------------------- | ------------- | ----------------- | ----------------------------------------- | ------------------------- |
| 1.  | 1995  | Viena                           | Moqueta       | Jan Siemerink     | Todd Woodbridge Mark Woodforde            | 6-4, 7-5                  |
| 2.  | 1996  | Sydney Outdoor                  | Dura          | Jan Siemerink     | Patrick McEnroe Sandon Stolle             | 5-7, 6-4, 6-1             |
| 3.  | 1996  | Montecarlo TMS                  | Tierra batida | Jan Siemerink     | Jonas Björkman Nicklas Kulti              | 6-2, 6-7, 6-2             |
| 4.  | 1997  | Auckland                        | Dura          | Patrick Galbraith | Rick Leach Jonathan Stark                 | 6-4, 4-6, 7-6             |
| 5.  | 1997  | Memphis                         | Dura          | Patrick Galbraith | Rick Leach Jonathan Stark                 | 6-2, 6-3                  |
| 6.  | 1997  | Nottingham                      | Césped        | Patrick Galbraith | Danny Sapsford Chris Wilkinson            | 4-6, 7-6, 7-6             |
| 7.  | 1997  | Viena                           | Moqueta       | Patrick Galbraith | Marc-Kevin Goellner David Prinosil        | 6-3, 6-4                  |
| 8.  | 1997  | Lyon                            | Moqueta       | Patrick Galbraith | Olivier Delaitre Fabrice Santoro          | 3-6, 6-2, 6-4             |
| 9.  | 1998  | Miami TMS                       | Dura          | Rick Leach        | Alex O'Brien Jonathan Stark               | 6-3, 2-6, 6-0             |
| 10. | 1998  | Atlanta                         | Tierra batida | Brent Haygarth    | Alex O'Brien Richey Reneberg              | 6-3, 0-6, 6-2             |
| 11. | 1998  | Halle                           | Césped        | Rick Leach        | John-Laffnie De Jager Marc-Kevin Goellner | 4-6, 6-4, 7-6             |
| 12. | 1999  | Roma TMS                        | Tierra batida | Rick Leach        | David Adams John-Laffnie De Jager         | 6-7, 6-1, 6-2             |
| 13. | 2000  | Auckland                        | Dura          | Rick Leach        | Olivier Delaitre Jeff Tarango             | 7-5, 6-4                  |
| 14. | 200   | Abierto de Australia, Melbourne | Dura          | Rick Leach        | Wayne Black Andrew Kratzmann              | 6-4, 3-6, 6-3, 3-6, 18-16 |
| 15. | 2000  | Atlanta                         | Tierra batida | Rick Leach        | Justin Gimelstob Mark Knowles             | 6-3, 6-4                  |
| 16. | 2001  | Basilea                         | Moqueta       | Rick Leach        | Mahesh Bhupathi Leander Paes              | 7-6, 6-4                  |
| 17. | 2001  | París                           | Moqueta       | Rick Leach        | Mahesh Bhupathi Leander Paes              | 5-7, 7-6, 6-4             |
| 18. | 2001  | Tennis Masters Cup, Bangalore   | Dura          | Rick Leach        | Petr Pála Pavel Vízner                    | 6-7(6), 7-6(2), 6-4, 6-4  |

### Finalista en dobles (torneos destacados)
- 1996: Masters de Miami (junto a Patrick Galbraith pierden ante Todd Woodbridge y Mark Woodforde)
- 1998: Masters de Roma (junto a Rick Leach pierden ante Mahesh Bhupathi y Leander Paes)
- 1998: Masters de Toronto (junto a Rick Leach pierden ante Martin Damm y Jim Grabb)
- 1999: Masters de Indian Wells (junto a Rick Leach pierden ante Wayne Black y Sandon Stolle)
- 2000: Masters de Cincinnati (junto a Rick Leach pierden ante Todd Woodbridge y Mark Woodforde)
- 2000: US Open
- 2001: Masters de Stuttgart (junto a Jeff Tarango pierden ante Max Mirnyi y Sandon Stolle)